# Compensação de carbono
Uma compensação de carbono é uma redução ou remoção das emissões de dióxido de carbono ou outros gases de efeito estufa feitas em um local para compensar as emissões de outros. A compensação é medida em toneladas de dióxido de carbono equivalente (CO2e). Uma tonelada de compensação de carbono representa a redução ou remoção de uma tonelada de dióxido de carbono ou seu equivalente em outros gases de efeito estufa.
Um dos perigos ocultos da política de mudança climática são os preços desiguais do carbono na economia, que podem causar danos colaterais econômicos se a produção fluir para regiões ou indústrias que têm um preço de carbono mais baixo – a menos que o carbono possa ser comprado dessa área, o que compensa efetivamente permitir, equalizando o preço.
As compensações apoiam, de forma geral, projetos que reduzem a emissão de gases de efeito estufa a curto ou longo prazo.  São comuns projetos de energia renovável, como parques eólicos, energia de biomassa, biodigestores de biogás, ou barragens hidrelétricas. Outros incluem projetos de eficiência energética como fogões eficientes, a destruição de poluentes industriais ou subprodutos agrícolas, remoção de metano de aterros sanitários e projetos florestais. As compensações de remoção de carbono incluem métodos baseados em produtos e processos líquidos negativos, como biocarvão, elementos de construção carbonatados e carbono armazenado geologicamente.
As compensações podem ser alternativas mais baratas ou mais convenientes para reduzir o impacto líquido de combustíveis fósseis de indivíduos e organizaçẽs. No entanto, alguns críticos se opõem às compensações de carbono e questionam os benefícios de certos tipos de compensações. A diligência prévia é recomendada para ajudar as empresas na avaliação e identificação de compensações de "boa qualidade" para garantir que a compensação forneça os benefícios ambientais adicionais desejados e para evitar o risco de reputação.

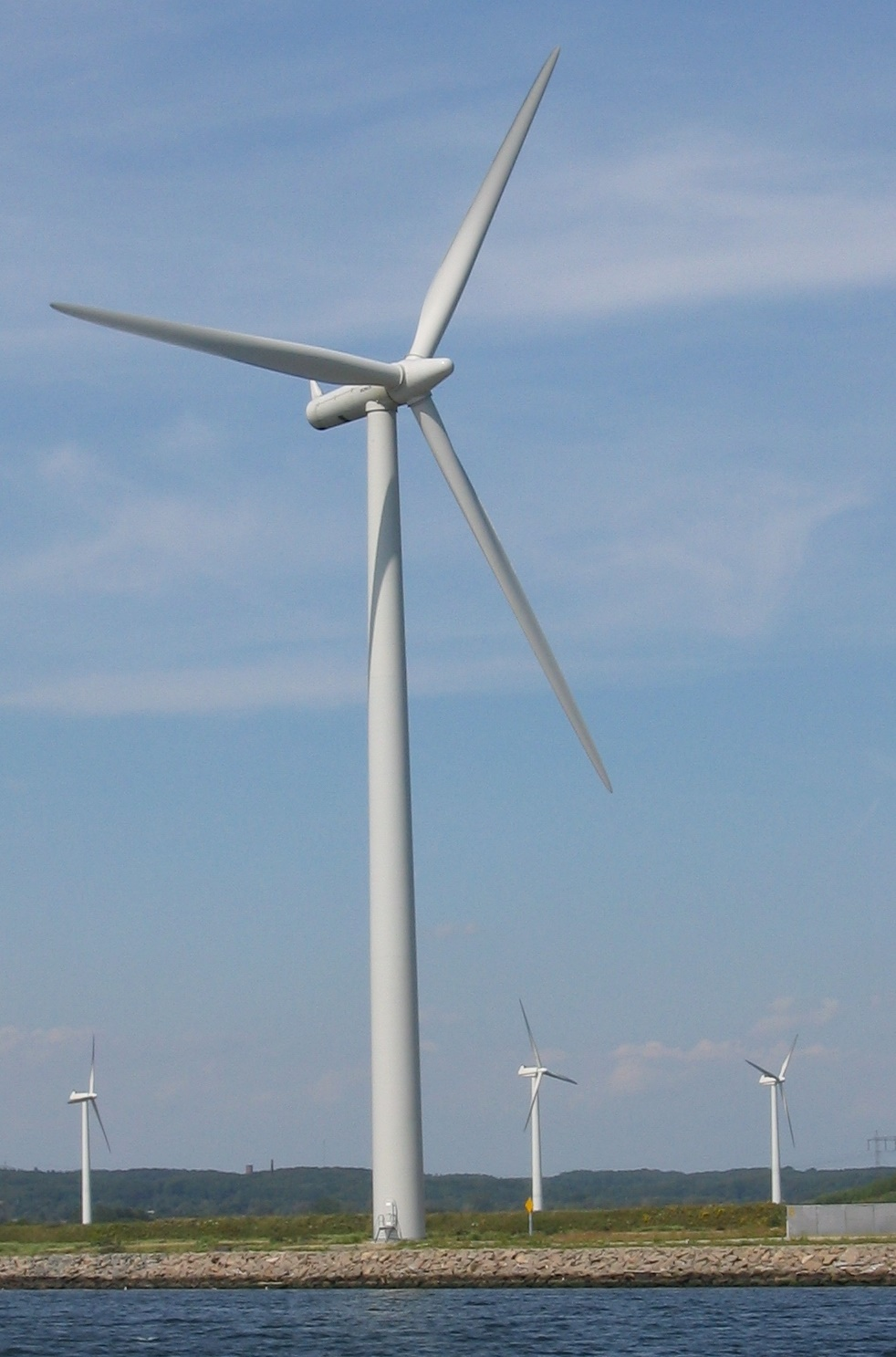
Turbinas eólicas perto de Aalborg, Dinamarca. Os projetos de energia renovável são a fonte mais comum de compensações de carbono.

## Características
As compensações de carbono incluem várias categorias de gases de efeito estufa, incluindo dióxido de carbono, metano, óxido nitroso, perfluorocarbonos, hidrofluorocarbonos e hexafluoreto de enxofre .
As compensações de carbono têm várias características comuns:
- Vintage. A vintage é o ano em que o projeto de redução de emissões de carbono gera créditos de compensação de carbono.[12] A geração de crédito normalmente ocorre após a verificação de terceiros conduzida por um organismo de  validação, entidade operacional designada ou outros revisores terceirizados credenciados. Normalmente, os projetos geram créditos para atividades ou práticas de redução de emissões que foram medidas para ocorrer e somente após a revisão de terceiros. Existe também uma prática chamada "Forward Crediting" empregada por um número limitado de programas, por meio da qual os créditos podem ser emitidos para reduções de emissões projetadas que o desenvolvedor do projeto antecipa. Essa prática corre o risco de emitir créditos em excesso caso o projeto não realize seu impacto estimado.[13][14]
- Tipo de projeto. O tipo de projeto refere-se à mudança que foi implementada (ou seja, a tecnologia ou prática empregada) para reduzir as emissões por meio do projeto. Os projetos podem incluir o uso da terra (por exemplo, melhor gestão florestal), captura de metano, sequestro de biomassa, energia renovável, eficiência energética industrial e outros.
- Co-benefícios. Além de reduzir as emissões de gases de efeito estufa, os projetos podem fornecer benefícios como serviços ecossistêmicos ou oportunidades econômicas para comunidades locais. Esses benefícios do projeto são denominados "co-benefícios". Por exemplo, projetos que reduzem as emissões agrícolas de gases de efeito estufa podem melhorar a qualidade da água reduzindo o uso de fertilizantes que podem contaminar águas.[15]
- Regime de certificação. O regime de certificação descreve os sistemas e procedimentos que são usados para certificar e registrar compensações de carbono. Diferentes metodologias são usadas para medir e verificar as reduções de emissões, dependendo do tipo, tamanho e localização do projeto.[16] Por exemplo, o Mecanismo de Desenvolvimento Limpo diferencia projetos de grande e pequeno porte.[17] No mercado voluntário, existe uma variedade de padrões da indústria. Isso inclui o <i>Verified Carbon Standard</i>, a Plan Vivo Foundation e o <i>Gold Standard</i>, que são implementados para fornecer verificação de terceiros de projetos de compensação de carbono.[9] Puro Standard, o primeiro padrão para remoção de carbono, é verificado pela DNV GL.[18] O Gold Standard exige a entrega e verificação dos benefícios do desenvolvimento sustentável juntamente com as reduções de emissões. Existem também alguns padrões adicionais para a validação de co-benefícios, incluindo o CCBS, emitido pela Verra[19] e o Social Carbon Standard,[20] emitido pelo Ecologica Institute.

Tanto "The Oxford Principles for Net Zero Aligned Offsetting" quanto os critérios de net-zero da iniciativa <i>Science Based Targets</i> defendem a importância de ir além das compensações baseadas em emissões reduzidas, sendo necessário compensações baseadas em carbono que foi sequestrado da atmosfera, como Certificados de Remoção de CO2 .

## Mercados
O Protocolo de Kyoto sancionou compensações como uma forma de governos e empresas privadas ganharem créditos de carbono que podem ser negociados em um mercado. O protocolo estabeleceu o Mecanismo de Desenvolvimento Limpo (MDL), que valida e mede projetos para garantir que eles produzam benefícios autênticos e sejam atividades genuinamente "adicionais" que de outra forma não seriam realizadas. As organizações que não conseguem cumprir sua cota de emissões podem compensar suas emissões comprando Reduções Certificadas de Emissões (CERs) aprovadas pelo MDL. No entanto, a economia por trás das compensações de carbono gera um novo tipo de consumo nas economias de carbono complexas.
De acordo com o Relatório de Estado e Tendências 2020 do Banco Mundial, 61 iniciativas de precificação de carbono estão em vigor ou programadas para implementação. Isso inclui tanto esquemas de comércio de emissões (como sistemas cap-and-trade) quanto impostos de carbono. Embora essas iniciativas representem mercados de carbono, nem todas incorporam disposições para compensações de carbono, enfatizando mais a redução de emissões. O mercado de carbono foi iniciado pelo Mecanismo de Desenvolvimento Limpo (MDL) do Protocolo de Kyoto. Os signatários do Protocolo de Kyoto concordaram com metas de redução de emissões, viabilizadas (em parte) pelas compras de compensação de carbono por países de alta renda de países de baixa e média renda. O Protocolo de Kyoto expirou em 2020, sendo substituído pelo Acordo de Paris. As determinações do Acordo de Paris sobre o papel das compensações de carbono ainda estão sendo determinadas por meio de negociação internacional especificando a linguagem do "Artigo 6". Os mercados de conformidade incluem tanto mercados internacionais quanto iniciativas domésticas de precificação de carbono.
Existem muitas entidades dentro do mercado voluntário de carbono (veja offsetguide.org para mais informações). Por exemplo, fornecedores de oferecem compra direta de compensações de carbono. Em 2016, cerca de US$ 191,3 milhões em compensações de carbono foram adquiridos no mercado voluntário, representando cerca de 63,4 milhões de toneladas métricas de CO2e. Em 2018 e 2019, o mercado voluntário de carbono movimentou 98 e 104 milhões de toneladas métricas de CO2e, respectivamente. Esses programas geram créditos de compensação de carbono que pode ser comprado por qualquer um. Por exemplo, um indivíduo pode comprar compensações de carbono para compensar as emissões resultantes de viagens aéreas (veja mais sobre Viagens aéreas e Clima ).

## Tipos de projetos de compensação
O MDL identifica mais de 200 tipos de projetos adequados para gerar compensações de carbono, agrupados em categorias amplas. Esses tipos de projetos incluem energia renovável, redução de metano, eficiência energética, reflorestamento e troca de combustível (ou seja, para combustíveis neutros em carbono e combustíveis negativos em carbono).

### Coleta e combustão de metano
Alguns projetos de compensação consistem na combustão ou contenção de metano gerado por animais de fazenda (pelo uso de um digestor anaeróbio), aterros ou outros resíduos industriais. O metano tem um potencial de aquecimento global (PAG) 23 vezes maior do que o CO2 . Quando queimada, cada molécula de metano é convertida em uma molécula de CO2, reduzindo assim o efeito do aquecimento global em 96%.
Um exemplo de projeto de biodigestor anaeróbico pode ser encontrado no Chile, onde, em dezembro de 2000, uma produtora de suínos do Chile iniciou um processo voluntário para implementar sistemas avançados de gestão de resíduos, a fim de reduzir as emissões de gases de efeito estufa (GEE).

### Eficiência energética

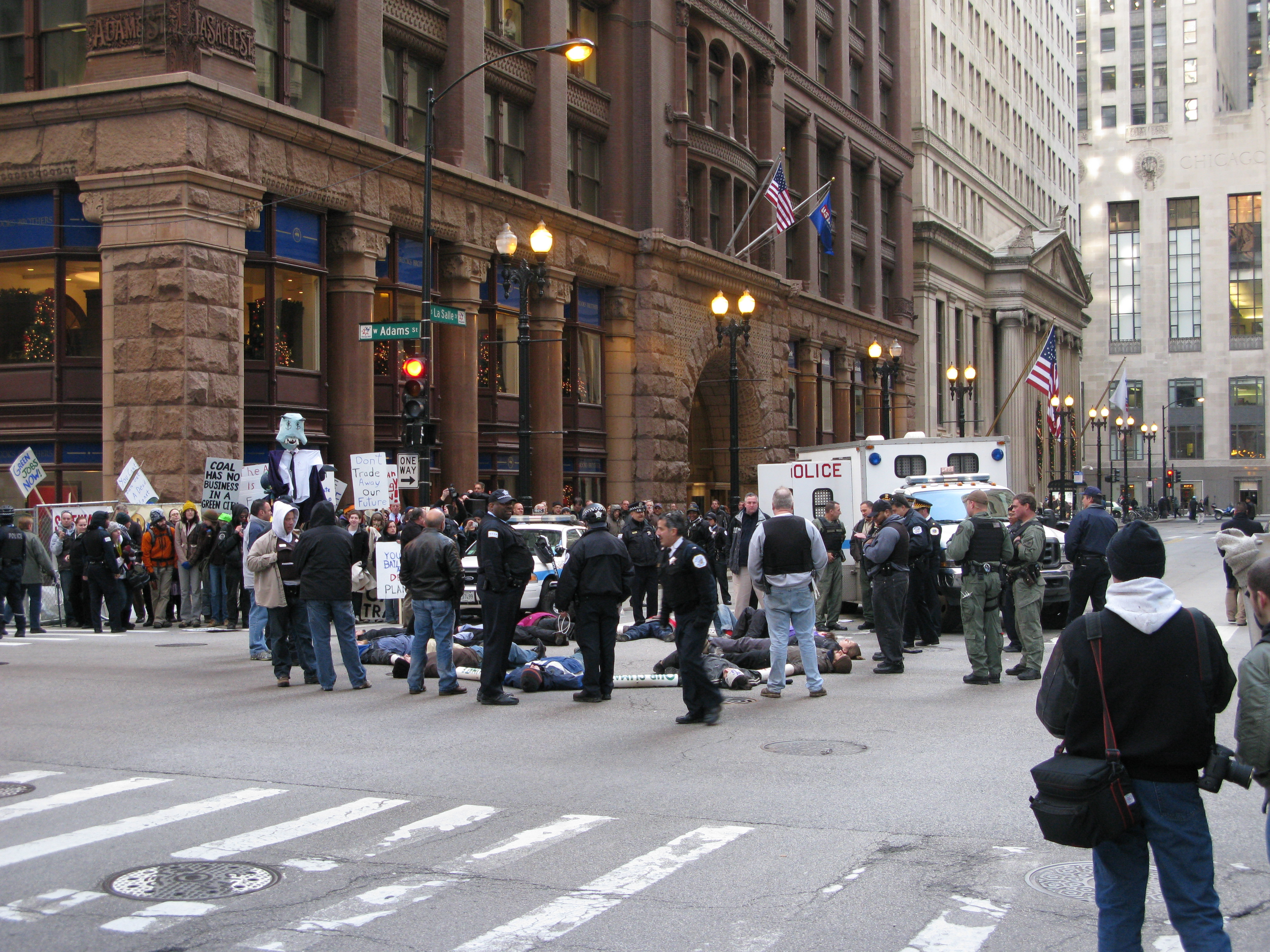
Ativistas da Justiça Climática de Chicago protestando contra a legislação de cap-and-trade em frente ao prédio da Chicago Climate Exchange em Chicago Loop

Enquanto as compensações de carbono que financiam projetos de energia renovável ajudam a diminuir a intensidade de emissão do fornecimento de energia, os projetos de conservação de energia buscam reduzir a demanda geral por energia. As compensações de carbono nesta categoria financiam projetos de vários tipos:
1. As usinas de cogeração geram eletricidade e calor a partir da mesma fonte de energia, melhorando assim a eficiência energética da maioria das usinas, que desperdiçam a energia gerada como calor.
2. Projetos de eficiência de combustível substituem um dispositivo de combustão por um que consome menos combustível por unidade de energia fornecida. Assumindo que a demanda de energia não muda, isso reduz o dióxido de carbono emitido. Isso pode assumir a forma de processos industriais otimizados[32] (redução de custos por unidade de energia) e ação individual (andar de bicicleta para o trabalho em vez de dirigir).[33]
3. Edifícios energeticamente eficientes reduzem a quantidade de energia desperdiçada em edifícios através de sistemas eficientes de aquecimento, refrigeração ou iluminação. Em particular, a substituição de lâmpadas incandescentes por lâmpadas LED pode ter um efeito drástico no consumo de energia. Novos edifícios também podem ser construídos usando materiais de entrada menos intensivos em carbono.

### Destruição de poluentes industriais
Poluentes industriais como hidrofluorcarbonetos (HFCs) e perfluorcarbonetos (PFCs) têm um potencial de aquecimento global milhares de vezes maior do que o dióxido de carbono em volume. Como esses poluentes são facilmente capturados e destruídos em sua fonte, eles representam uma fonte de baixo custo de compensações de carbono. Como categoria, HFCs, PFCs e reduções de N2O representam 71 por cento das compensações emitidas sob o MDL.

### Agricultura
O solo é um dos aspectos importantes da agricultura e pode afetar o rendimento nas culturas. Após anos de agricultura há uma diminuição na quantidade de carbono que o solo é capaz de reter. O solo na agricultura está agora retendo de 50% a 66% menos de carbono e isso se deve às muitas práticas que agricultores ou cientistas usam. A agricultura afeta a qualidade ambiental com as perdas de nitrogênio e fósforo para os campos. O solo é um componente chave para a Infraestrutura Verde (GI), mas a maioria dos solos urbanos é física, química ou biologicamente inadequada para o uso.

### Uso da terra, mudança de uso da terra e silvicultura
Os projetos de uso da terra, mudança no uso da terra e silvicultura (<i>LULUCF</i>) concentram-se em sumidouros naturais de carbono, como florestas e solo. As árvores são muito eficientes em sequestrar o carbono da atmosfera. Existem vários tipos diferentes de projetos LULUCF:
- O desmatamento evitado é a proteção das florestas existentes.
- O reflorestamento é o processo de restauração de florestas em terras que já foram florestadas.
- O florestamento é o processo de criação de florestas em terras que anteriormente não eram  florestadas.
- Os projetos de manejo do solo tentam preservar ou aumentar a quantidade de carbono sequestrado no solo.

O desmatamento, particularmente no Brasil, na Indonésia e partes da África, responde por cerca de 20% das emissões de gases de efeito estufa. Em média, a remoção de árvores é de 7 a 30% dos gases de efeito estufa em todo o mundo. O desmatamento pode ser evitado pagando diretamente pela preservação da floresta ou usando fundos de compensação para fornecer substitutos para produtos de base florestal. Existe uma classe de mecanismos denominados esquemas REDD (redução de emissões por desmatamento e degradação florestal), que podem ser incluídos em um acordo pós-Quioto. Os créditos REDD fornecem compensações de carbono para a proteção de florestas e fornecem um mecanismo possível para permitir financiamento de nações ricas para auxiliar na proteção de florestas nativas em nações menos ricas.

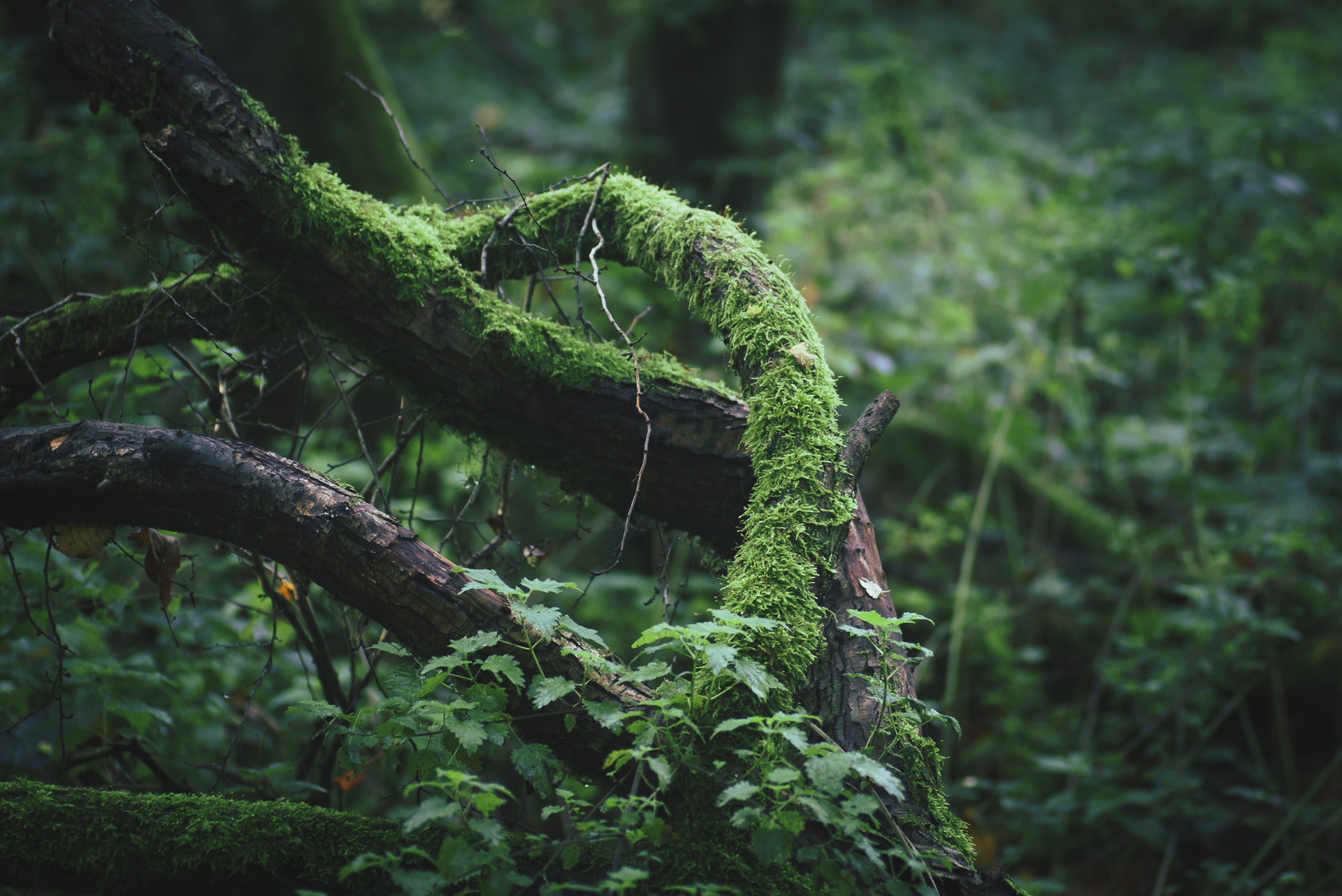
Esta foto mostra ramos sobrepostos uns aos outros com musgo no topo. Essas árvores que são mostradas fazem parte da compensação de carbono.

A gestão do armazenamento de árvores de carbono é chamada de compensação florestal.
O reflorestamento poderia sustentar um adicional de 0,9 bilhão de hectares de floresta contínua que poderia armazenar o equivalente a 25% do reservatório atmosférico atual. Esquemas de compensação usando reflorestamento estão disponíveis em países em desenvolvimento, bem como em um número crescente de países desenvolvidos, incluindo os EUA e o Reino Unido.
Quase metade da população mundial queima madeira (ou fibra ou esterco ) para cozinhar e aquecer.

### Ligações com esquemas de comércio de emissões
Uma vez credenciado pela UNFCCC, um projeto de compensação de carbono pode ser usado como crédito de carbono e vinculado a esquemas oficiais de comércio de emissões, como o Regime Comunitário de Licenças de Emissões da União Européia ou Protocolo de Kyoto.

### Esquemas de pequena escala
As compras voluntárias também podem ser feitas por meio de esquemas de pequena escala, e às vezes não certificados, como os oferecidos no Centro de Promoção do Acesso ao Carbono (PACE), com sede na África do Sul.

### Outro
Um fornecedor de compensação do Reino Unido montou um esquema de compensação de carbono que criou um mercado secundário para bombas de pedal em países em desenvolvimento. Essas bombas são utilizadas pelos agricultores, utilizando energia humana, no lugar das bombas a diesel. No entanto, dado que as bombas de pedal são mais adequadas para bombear águas rasas, enquanto as bombas a diesel são geralmente usadas para bombear água de poços profundos, não está claro se as bombas de pedal estão realmente alcançando reduções reais de emissões. Outras empresas exploraram e rejeitaram as bombas de pedal como uma abordagem viável de compensação de carbono devido a essas preocupações.

## Contabilização e verificação de reduções
Devido à sua natureza indireta, muitos tipos de compensação são difíceis de verificar. Alguns fornecedores obtêm certificação independente de suas compensações para se diferenciarem no mercado. A credibilidade dos vários provedores de certificação é por vezes questionada. Compensações certificadas podem ser adquiridas de organizações comerciais ou sem fins lucrativos por US$ 2,75–99,00 por tonelada de CO2, devido às flutuações do preço de mercado. As  emissões anuais de dióxido de carbono nos países desenvolvidos variam de 6 a 23 toneladas per capita.
Em setembro de 2020, a Universidade de Oxford lançou novos princípios para compensação de carbono credível ("Princípios de compensação de Oxford"). De acordo com os princípios, os esquemas tradicionais de compensação de carbono têm "baixa probabilidade de fornecer os tipos de compensação necessários para atingir as emissões líquidas zero". Os Princípios de Compensação de Oxford são:
1. Reduza as emissões, use compensações de alta qualidade e revise regularmente a estratégia de compensação à medida que as melhores práticas evoluem
2. Mude para compensação de remoção de carbono. Os Certificados de Remoção de CO 2 (CORCs) são um exemplo de créditos de remoção de carbono com base no Puro Standard para remoção de CO2
3. Mude para armazenamento de longa duração
4. Apoie o desenvolvimento da compensação líquida alinhada ao net zero[49]

### Co-benefícios
Embora o objetivo principal das compensações de carbono seja reduzir as emissões globais de carbono, muitos projetos de compensação também afirmam levar a melhorias na qualidade de vida da população local. Essas melhorias adicionais são denominadas co-benefícios e podem ser consideradas ao avaliar e comparar projetos de compensação de carbono. Exemplos de co-benefícios potenciais incluem melhor qualidade do ar e da água e comunidades mais saudáveis.
Por exemplo, possíveis co-benefícios de um projeto que substitui fogões a lenha por fornos usando um combustível menos intensivo em carbono podem incluir:
- Menor poluição por gases não causadores de efeito estufa (fumaça, cinzas e produtos químicos), o que melhora a saúde em casa.
- Melhor preservação das florestas, que são um habitat importante para a vida selvagem.

Em uma pesquisa recente realizada pela EcoSecurities, Conservation International, CCBA e ClimateBiz, das 120 empresas pesquisadas, mais de 77% avaliaram a comunidade e descobriram que os benefícios ambientais eram o principal motivador para a compra de compensações de carbono.
Os projetos de compensação de carbono também podem diminuir a qualidade de vida. Por exemplo, as pessoas que ganham a vida a recolher lenha e a vendê-la aos agregados familiares podem ficar desempregadas se a lenha deixar de ser utilizada. Um documento de julho de 2007 do Overseas Development Institute disponibiliza alguns indicadores a serem usados na avaliação dos potenciais impactos sobre o desenvolvimento de esquemas voluntários de compensação de carbono: 
- Qual o potencial do projeto para geração de renda?
- Que efeitos o projeto pode ter em futuras mudanças no uso da terra? Conflitos podem surgir a partir disso?
- Os pequenos produtores podem participar do esquema?
- Quais são os benefícios 'complementares' para o país – por exemplo, ajudará na capacitação das instituições locais? [53]

Precificar o carbono incentiva a inovação ao fornecer financiamento para novas maneiras de reduzir os gases de efeito estufa . As metas de geram demanda por compensações, incentivando o desenvolvimento da nova indústria e oferecendo oportunidades para uso de novas tecnologias .
Os projetos de compensação de carbono também proporcionam redução de gastos – medidas de eficiência energética podem reduzir o consumo de combustível ou eletricidade, levando a uma redução potencial nos custos de manutenção e operação.
A UNFCCC criou um site dedicado onde as atividades de MDL e projetos de consideração prévia podem relatar seus co-benefícios de forma voluntária.

## Sistemas de garantia de qualidade

### Padrão de Garantia de Qualidade para Compensação de Carbono (Quality Assurance Standard,QAS)
Em um esforço para informar empresas e consumidores domésticos que compram compensações de carbono, em 2009, o governo do Reino Unido lançou um esquema para regulamentação. O DEFRA criou a marca "Approved Carbon Offsetting" para usar como endosso em compensações aprovadas pelo governo do Reino Unido. O Esquema estabelece padrões para boas práticas. As compensações aprovadas devem demonstrar:
- Cálculo preciso das emissões a serem compensadas
- Uso de créditos de carbono de boa qualidade, ou seja, inicialmente aqueles que estão em conformidade com Kyoto
- Cancelamento de créditos de carbono no prazo de um ano após a compra dos consumidores da compensação
- Preços claros e transparentes da compensação
- Fornecimento de informações sobre o papel da compensação no combate às alterações climáticas e aconselhamento sobre como um consumidor pode reduzir a sua pegada de carbono

A primeira empresa a se qualificar para o esquema foi a Clear, seguida pela Carbon Footprint, Carbon Passport, Pure, British Airways e Carbon Retirement Ltd.
Em 20 de maio de 2011, o Departamento de Energia e Mudanças Climáticas anunciou que o Sistema de Garantia de Qualidade seria encerrado em 30 de junho de 2011. O objetivo declarado do Sistema de Garantia de Qualidade era 'fornecer uma rota direta para aqueles que desejam compensar suas emissões para identificar compensações de qualidade'. Os críticos do fechamento argumentaram, portanto, que sem o esquema, empresas e indivíduos teriam dificuldades para identificar compensações de carbono de qualidade.
Em 2012, o esquema foi relançado como Padrão de Garantia de Qualidade (QAS). O QAS agora é administrado de forma independente pela Quality Assurance Standard Ltd, que é uma empresa com sede no Reino Unido. O Padrão de Garantia de Qualidade é um sistema de auditoria independente para compensações de carbono, avaliando vários critérios. As compensações aprovadas são verificadas após checagem de uma lista de  40 pontos.
Em 17 de julho de 2012, as primeiras organizações foram aprovadas para atender ao novo QAS.

### Fundo de Redução de Emissões do Governo Australiano
O Fundo de Redução de Emissões do governo australiano prevê a compra de compensações de carbono de projetos australianos de redução de emissões de carbono. O governo comprometeu um total de US$ 4,55 bilhões para o Fundo.

## Controvérsias

### Equivalências de carbono
Há críticas de longa data de cientistas sociais sobre "tornar as coisas iguais" na contabilidade de carbono. A maioria dos esquemas de compensação de carbono usa uma estrutura de "uma tonelada é uma tonelada", considerando otonlada de emissões liberada tem o mesmo valor que uma tonelada removida. Embora a simplificação seja útil, ela pode ser crítica para a meta de aumento da temperatura média global máxima de 1,5°C. O sistema acaba sendo especialmente crítico quando as emissões negativas prometidas pelos créditos de carbono só ocorrem no futuro. A transação, portanto, torna-se mais arriscada, pois no presente há apenas emissões positivas.
Ao tratar como equivalente carbono biótico e fóssil, torna-se difícil avaliar se a mitigação foi alcançada através da redução do carbono fóssil ou aumento do sequestro biótico. Isso sugereria que, se forem tomadas medidas suficientes para aumentar o biosequestro, a redução no uso de carbono fóssil poderia ser adiada. Por exemplo, o setor de energia ainda pode emitir emissões de CO2  se o setor agrícola se tornar "mais verde". No entanto, as transições tecnológicas, sociais e econômicas necessárias em ambos os setores diferem significativamente, assim como suas contribuições relativas às mudanças climáticas.
Além disso, a queima de combustíveis fósseis, leva o carbono de uma forma estável de sequestro de longo prazo para o ciclo de carbono ativo. Durante o ciclo  ativo, é muito mais provável que o CO2  volte para a atmosfera devido a vazamentos, incêndios florestais ou aumento da temperatura do solo. Para contabilizar esse risco de volatilidade, os sistemas contábeis devem implementar créditos de remoção temporária de CO2 , em vez de assumir uma remoção infinita das emissões de carbono. Alguns também argumentam que os sumidouros naturais de carbono não têm a capacidade de remover C02 suficiente de combustíveis fósseis em um período de tempo relevante para impedir o aquecimento global, tornando a compensação de carbono não benéfica.

### Eficiência econômica
Em 2009, a Carbon Retirement informou que menos de 30% dos gastos em alguns esquemas de compensação de carbono vai diretamente para os projetos destinados a reduzir as emissões. Os números relatados pela BBC e baseados em dados da ONU relataram que normalmente 28% vã' para os custos de instalação e manutenção de um projeto ambiental. 34% vai para a empresa que assume o risco de o projeto falhar. Os investidores do projeto recebem 19%, com quantias menores de dinheiro sendo distribuídas entre as organizações envolvidas na intermediação e auditoria dos créditos de carbono. A esse respeito, as compensações de carbono são semelhantes à maioria dos produtos de consumo, com apenas uma fração dos preços de venda indo para os produtores, sendo o restante compartilhado entre investidores e distribuidores que os levam aos mercados, que precisam pagar seus funcionários e prestadores de serviços, como agências de publicidade, na maioria das vezes localizados em áreas caras.

### Eficácia dos projetos

#### Falta de regulamentação e fiscalização
Existem vários padrões de certificação, oferecendo variações para medir a linha de base das emissões, reduções, adicionalidade e outros critérios-chave. No entanto, não há um padrão único, e alguns fornecedores de compensação foram criticados com base no fato de que as alegações de redução de carbono são exageradas ou enganosas.
Por exemplo, uma investigação da ProPublica e do MIT Technology Review descobriu que créditos de carbono emitidos pelo California Air Resources Board usavam uma fórmula calculando a quantidade de madeira que poderia ser extraída de uma determinada parcela de terra, dados os padrões típicos de exploração, em vez do valor que provavelmente seria registrado. Isso levou à emissão de créditos de carbono para organizações conservacionistas como a Massachusetts Audubon Society em troca de não derrubar florestas que eles presumivelmente não tinham intenção de derrubar. Isso fez com que as emissões dos poluidores da Califórnia Phillips 66, Shell Oil Company e Southern California Gas Company não fossem compensadas pelo sequestro florestal.
A Point Carbon relatou uma abordagem inconsistente em relação a alguns projetos hidrelétricos como compensações de carbono; alguns países da UE não estão permitindo grandes projetos no EU ETS, por causa de seus impactos ambientais, embora tenham sido aprovados individualmente pela UNFCCC e pela Comissão Mundial de Barragens.

#### Problemas com o plantio de árvores para compensação de carbono
Um dos tipos mais populares de projetos para produzir compensações de carbono é o reflorestamento ou o plantio de árvores. No entanto, algumas organizações ambientalistas questionaram a eficácia dos projetos de plantio de árvores para fins de compensação de carbono. Os críticos apontam para os seguintes problemas com projetos de plantio de árvores:
- Tempo. As árvores atingem a maturidade ao longo de muitas décadas. Desenvolvedores de projetos e compradores pagam pelo projeto e vendem as reduções prometidas antecipadamente, uma prática conhecida como "venda a prazo".
- Permanência. É difícil garantir a permanência das florestas, que podem ser passíveis de desmatamento, queimadas ou má gestão. O caso bem divulgado da "Floresta Coldplay", em que um projeto florestal apoiado pela banda britânica Coldplay resultou em um bosque de mangueiras mortas, ilustra as dificuldades de garantir a permanência das compensações de plantio de árvores.[81] Ao discutir "compensações por árvores, a ativista florestal Jutta Kill, do grupo ambientalista europeu FERN, pontuou que "o carbono nas árvores é temporário: as árvores podem facilmente liberar carbono na atmosfera através do fogo, doenças, mudanças climáticas, decomposição natural e extração de madeira. "[82]
- Monoculturas e espécies invasoras. Em um esforço para cortar custos, alguns projetos de plantio de árvores introduzem espécies invasoras de rápido crescimento que acabam danificando as florestas nativas. Por exemplo, no Equador, a Fundação Holandesa FACE tem um projeto de compensação no Páramo Andino envolvendo 220 quilômetros quadrados de eucalipto e pinus plantados. A ONG Acción Ecológica criticou o projeto por destruir um valioso ecossistema de Páramo ao introduzir espécies de árvores exóticas, causando a liberação de muito carbono do solo na atmosfera e prejudicando comunidades locais que haviam firmado contratos com a Fundação FACE para plantar as árvores.[83] No entanto, alguns padrões de certificação, como o Climate Community e o Biodiversity Standard, exigem plantios de várias espécies.
- Metano. Um estudo de 2006 afirmou que as plantas são uma fonte significativa de metano, um potente gás de efeito estufa, levantando a possibilidade de que árvores e outras plantas terrestres possam contribuir significativamente para os níveis globais de metano na atmosfera.[84] No entanto, esta alegação foi contestada pelas conclusões de outro estudo de 2007.[85]
- Efeito albedo. Outro estudo sugeriu que "as florestas de alta latitude provavelmente têm um efeito de aquecimento líquido no clima da Terra", porque a absorção da luz solar cria um efeito de aquecimento que equilibra a absorção de dióxido de carbono.[86]

### Uma filosofia de negócios como de costume (business-as-usual)
Alguns ativistas discordam do princípio das compensações de carbono, argumentando que elas prolongam uma mentalidade de “negócios como sempre” (business-as-usual), onde as empresas podem usar a compensação de carbono como forma de evitar mudanças maiores que lidem com a redução das emissões na fonte. George Monbiot, um ambientalista e escritor inglês, comparou-os às indulgências católicas romanas, uma forma de os culpados pagarem pela absolvição em vez de mudarem seu comportamento. Ainda outros críticos rejeitam as compensações de carbono como "uma licença para poluir" para as empresas, sugerindo que não é nada além de lavagem verde (greenwashing) . Como é difícil avaliar os resultados exatos das compensações de carbono, dado o fato de serem uma forma relativamente nova de redução de carbono, é possível que algumas compras de compensações de carbono sejam feitas na tentativa de aumentar as relações públicas comerciais positivas, em vez de ajudar a resolver a questão das emissões de gases com efeito de estufa.
Em resposta, os defensores das compensações de carbono sustentam que a analogia da indulgência é falha porque as compensações de carbono  reduzem de fato as emissões de carbono, mudando os negócios como de costume e, portanto, abordam a causa raiz das mudanças climáticas. O Ecosystem Marketplace informou em 2016 que empresas que compram compensações de carbono comumente estão envolvidas estariam envolvidas em uma estratégia geral de redução de carbono também.
Em outubro de 2009, o site responsabletravel.com, que já foi uma voz forte a favor da compensação de carbono, anunciou que não ofereceria mais compensação de carbono a seus clientes, afirmando que "com muita frequência as compensações estão sendo usadas pela indústria do turismo em países desenvolvidos para justificar planos de crescimento com base em dinheiro doado para projetos em países em desenvolvimento. As metas globais de redução não serão alcançadas desta forma."
Em agosto de 2006, três organizações não-governamentais (ONGs) ambientais – Greenpeace, World Wildlife Fund-UK (WWF) e Amigos da Terra – declararam que a compensação de carbono é frequentemente usada como “uma saída fácil para governos, empresas e indivíduos continuam a poluir sem alterar a forma como fazem negócios ou o seu comportamento".
Em 4 de fevereiro de 2010, o site de rede de viagens Vida Loca Travel anunciou que doaria 5% dos lucros para o International Medical Corps em vez de financiar projetos de compensação de carbono, pois eles acham que a ajuda internacional pode ser mais eficaz para reduzir o aquecimento global a longo prazo do que compensação de carbono, citando o trabalho do economista Jeffrey Sachs.

### Equidade dos projetos
Sob o Mecanismo de Desenvolvimento Limpo, os países mais desenvolvidos podem ganhar créditos fornecendo financiamento para projetos em países em desenvolvimento que promovam o desenvolvimento sustentável. Isso cria automaticamente uma hierarquia econômica, bem como uma separação entre política e prática. A primeira preocupação reforça o discurso norte-sul global existente na arena ambiental e de desenvolvimento, onde os países do Norte global são vistos como auxiliares benevolentes que fornecem uma mão orientadora para o Sul global pobre e insustentável.

#### Questões de direito à terra indígena
Os projetos de plantio de árvores podem causar conflitos com povos indígenas que são deslocados ou de alguma outra forma encontram seu uso dos recursos florestais reduzido. Por exemplo, um relatório do Movimento Mundial pelas Florestas Tropicais documenta disputas de terras e infrações contra direitos humanos no Monte Elgon. Em março de 2002, poucos dias antes de receber a certificação do Forest Stewardship Council (FSC) para um projeto perto de Mount Elgon, a Uganda Wildlife Authority despejou mais de 300 famílias da área e destruiu suas casas e plantações. O fato de o projeto estar ocorrendo em uma área de conflito de terras em andamento e supostos abusos de direitos humanos não foi incluído no relatório do projeto do FSC. Um relatório de 2011 da Oxfam International descreve um caso em que mais de 20.000 agricultores em Uganda foram deslocados para uma plantação certificada pelo FSC para compensar o carbono pela New Forests Company, com sede em Londres.

### Incentivos perversos
Como as compensações fornecem um fluxo de receita para a redução de  de emissões, elas podem acabar incentivando uma  poluição excessiva para que, no futuro, as entidades poluidoras possam obter crédito pela redução de emissões. Este é especialmente o caso de compensações com alta margem de lucro. Por exemplo, uma empresa chinesa gerou US$ 500 milhões em compensações de carbono instalando um milhões de incineradores para queimar os HFCs produzidos pela fabricação de refrigerantes. Os enormes lucros forneceram incentivo para criar novas fábricas ou expandir fábricas existentes apenas com o objetivo de aumentar a produção de HFCs e depois destruir os mesmos HFCs para gerar compensações. Esse resultado não é apenas ambientalmente indesejável, mas também prejudica outros projetos de compensação, causando o colapso dos preços de compensação. A prática tornou-se tão comum que os créditos de compensação não são mais concedidos para novas usinas para destruir HFC-23.
Na Nigéria, as empresas petrolíferas queimam 40% do gás natural encontrado. A Agip Oil Company planeja construir usinas para gerar eletricidade a partir desse gás e, assim, reivindicar 1,5 milhão de créditos de compensação por ano. A empresa norte-americana Pan Ocean Oil Corporation também solicitou créditos em troca do processamento de seu próprio gás residual na Nigéria. Michael Karikpo, da Oilwatch.org, chama isso de "ultrajante", pois a queima é ilegal na Nigéria, acrescentando que "é como um criminoso exigindo dinheiro para parar de cometer crimes".